# Línea 461 (Interurbanos Madrid)
La línea 461 de la red de autobuses interurbanos de Madrid une el intercambiador de Plaza Elíptica con Parla.

## Características
Esta línea une Madrid con Parla, en un trayecto de 45 minutos de duración. Al principio de su creación, la línea tenía su cabecera de Madrid en Palos de la Frontera, junto al resto de líneas que iban a Parla (líneas 460, 461B (actualmente suprimida, sustituida en 2007 por la 469), 463 y 464). El 22 de octubre de 2005 se trasladaron sus cabeceras a Plaza Elíptica, concretamente, a la calle de Santa Lucrecia y el 3 de mayo de 2007, pasaron todas al nivel -2 del nuevo intercambiador, con la apertura del mismo.
La línea no mantiene los mismos horarios todo el año, en el mes de agosto se reducen el número de expediciones, además de los días excepcionales vísperas de festivo y festivos de Navidad en los que los horarios también cambian y se reducen.
Está operada por Avanza Movilidad Integral mediante la concesión administrativa VCM-403 - Madrid – Parla – Yunclillos (Viajeros Comunidad de Madrid) del Consorcio Regional de Transportes de Madrid.

## Horarios
| Lunes a viernes laborables (1 septiembre - 31 julio)                       |
| De 6:00 a 7:33 cada 12-18 minutos                                          |
| De 7:45 a 22:20 cada 9-10 minutos                                          |
| De 22.30 a 00:00 cada 15 minutos                                           |
| Los servicios a las 8:10, 8:50 y 9:20 acaban en el pol. ind. Los Gallegos. |
| Lunes a viernes laborables (1 - 31 agosto)                                 |
| A 6:10 - 6:30 - 6:50 - 7:05 - 7:20 - 7:35 - 7:55                           |
| De 8:10 a 22:40 cada 15 minutos                                            |
| A 22:50 - 23:10 - 23:30 - 24:00                                            |
| Los servicios a las 8:03, 8:50 y 9:15 acaban en el pol. ind. Los Gallegos. |
| Sábados laborables (1 septiembre - 31 julio)                               |
| A 6:40                                                                     |
| De 7:10 a 19:40 cada 20-25 minutos                                         |
| De 19:55 a 23:30 cada 15-20 minutos                                        |
| Sábados laborables (1 - 31 agosto)                                         |
| De 6:40 a 7:40 cada 30 minutos                                             |
| De 8:00 a 23:40 cada 20-25 minutos                                         |
| Domingos y festivos (1 septiembre - 31 julio)                              |
| A 6:55 - 7:30 - 7:55                                                       |
| De 8:16 a 21:10 cada 18 minutos                                            |
| A 21:25 - 21:40 - 22:05 - 22:30 - 22:50 - 23:10 - 23:30                    |
| Domingos y festivos (1 - 31 agosto)                                        |
| A 7:00 - 7:30                                                              |
| De 8:00 a 23:40 cada 20-25 minutos                                         |

| Lunes a viernes laborables (1 septiembre - 31 julio)                                                  |
| A 5:15 - 5:30                                                                                         |
| De 5:50 a 21:20 cada 10 minutos                                                                       |
| De 21:30 a 23:00 cada 15 minutos                                                                      |
| A 23:30*                                                                                              |
| Lunes a viernes laborables (1 - 31 agosto)                                                            |
| De 5:30 a 22:15 cada 15 minutos                                                                       |
| A 22:35 - 23:00 - 23:30*                                                                              |
| Sábados laborables (1 septiembre - 31 julio)                                                          |
| De 5:55 a 21:00 cada 20-25 minutos                                                                    |
| A 21:30 - 22:00 - 22:30 - 23:30*                                                                      |
| Sábados laborables (1 - 31 agosto)                                                                    |
| De 5:55 a 22:40 cada 20-25 minutos                                                                    |
| A 23:30*                                                                                              |
| Domingos y festivos (1 septiembre - 31 julio)                                                         |
| A 6:00 - 6:30                                                                                         |
| De 7:00 a 20:30 cada 18 minutos                                                                       |
| De 20:50 a 22:10 cada 20 minutos                                                                      |
| A 23:00 - 23:30*                                                                                      |
| En Parla los servicios de las 6:00 y 6:30 no realizan la parada en las calles Torrejón y Pinto.       |
| Domingos y festivos (1 - 31 agosto)                                                                   |
| A 6:10 - 6:50 - 7:05                                                                                  |
| De 7:25 a 22:30 cada 20-23 minutos                                                                    |
| A 23:30*                                                                                              |
| En Parla los servicios de las 6:10, 6:50 y 7:05 no realizan la parada en las calles Torrejón y Pinto. |
| *Llega a superficie del intercambiador de Plaza Elíptica.                                             |

## Recorrido y paradas

### Sentido Parla
| Código | Parada                                        | Común con                                 | Conexiones con Metro y Cercanías | Municipio   | Zona |
| ------ | --------------------------------------------- | ----------------------------------------- | -------------------------------- | ----------- | ---- |
| 17042  | Intercambiador de Plaza Elíptica (dársena 12) |                                           | Plaza Elíptica                   | Madrid      |      |
| 5349   | Tanatorio Sur                                 | SE702 441 442 443 444 446 460 463 464 469 |                                  | Madrid      |      |
| 07641  | Ctra. A42 - Pol. Ind. Prado Overa             | 441 442 443 444 446 460 463 464 469 470   |                                  | Madrid      |      |
| 07645  | Ctra. A42 - Fundición                         | 441                                       |                                  | Madrid      |      |
| 08274  | Ctra. A42 pK 15                               | 469                                       |                                  | Getafe      |      |
| 08185  | Ctra. A42 - Pol. Ind. Acedinos                | 455 462 469 470                           |                                  | Fuenlabrada |      |
| 08073  | Ctra. A42 - Cruce Cobo Calleja                | 460 462 463 464 469                       |                                  | Fuenlabrada |      |
| 08078  | Ctra. A42 - Pol. Ind. Cantueña                | 462 463 464 469 471                       |                                  | Fuenlabrada |      |
| 08082  | Ctra. A42 - Pol. Ind. Gallegos                | 462 469 471                               |                                  | Fuenlabrada |      |
| 07790  | Ctra. M408 - Laguna Negra                     | 460 462 463 464 469 471                   |                                  | Parla       |      |
| 13107  | Av. Lagunas - Laguna Park                     | 471 3                                     |                                  | Parla       |      |
| 13109  | Av. Lagunas - Bahía de los Lagos              | 471 3                                     |                                  | Parla       |      |
| 07802  | Leganés - Fuenlabrada                         | 462 471 1 3                               |                                  | Parla       |      |
| 16578  | Río Tajo - Río Guadarrama                     | 460 462 463 464 466 471 1 3               | Parla                            | Parla       |      |
| 07853  | Valladolid - Esc. Oficial de Idiomas          | 471 1 3                                   |                                  | Parla       |      |
| 07849  | Valladolid - Ávila                            | 471 1 3                                   |                                  | Parla       |      |
| 07844  | Juan XXIII - Pío XII                          | 471 1 3                                   |                                  | Parla       |      |
| 07842  | Pinto - Cuenca                                | 1                                         |                                  | Parla       |      |
| 07835  | Pinto - Torrejón                              | 1                                         |                                  | Parla       |      |
| 07831  | Isabel II - Independencia                     | 1                                         |                                  | Parla       |      |
| 19127  | Jaime I El Conquistador - Isabel II           |                                           |                                  | Parla       |      |
| 19129  | Jaime I El Conquistador - Alfonso XIII        |                                           |                                  | Parla       |      |
| 19130  | Reina Victoria - Av. Juan Carlos I            |                                           | Bulevar Sur-Miguel Ángel Blanco  | Parla       |      |
| 17428  | Toledo - Nardo                                | 1 2                                       |                                  | Parla       |      |
| 17590  | María Zambrano - Gladiolo                     | 460 463 466 1                             |                                  | Parla       |      |
| 15801  | Av. Ronda - Carmen Conde                      |                                           |                                  | Parla       |      |

### Sentido Madrid
| Código | Parada                                        | Común con                               | Conexiones con Metro y Cercanías | Municipio   | Zona |
| ------ | --------------------------------------------- | --------------------------------------- | -------------------------------- | ----------- | ---- |
| 15800  | Av. Ronda - Bartolomé Hurtado                 |                                         |                                  | Parla       |      |
| 19132  | Av. Ronda - María Zambrano                    |                                         |                                  | Parla       |      |
| 18128  | María Zambrano - Icíar Bollaín                | 460 463 466 1                           |                                  | Parla       |      |
| 17427  | Toledo - Urb. Fuentebella                     | 1 2                                     |                                  | Parla       |      |
| 17429  | Av. Juan Carlos I - Pablo Casals              | 462 2                                   | Bulevar Sur-Miguel Ángel Blanco  | Parla       |      |
| 19131  | Av. Juan Carlos I - Fernando III El Santo     |                                         | Reyes Católicos                  | Parla       |      |
| 07822  | Alfonso XIII - Pza. Libertad                  |                                         |                                  | Parla       |      |
| 07827  | Alfonso XIII - Biblioteca                     |                                         |                                  | Parla       |      |
| 08841  | Isabel II - Centro de salud                   | 2                                       |                                  | Parla       |      |
| 07828  | Isabel II - Gobernador                        | 2                                       |                                  | Parla       |      |
| 07838  | Torrejón - Pinto                              | 2                                       |                                  | Parla       |      |
| 07841  | Pinto - Centro de día                         | 2                                       |                                  | Parla       |      |
| 07845  | Juan XXIII - Pío XII                          | 471 2 3                                 |                                  | Parla       |      |
| 07850  | Valladolid - Zamora                           | 471 2 3                                 |                                  | Parla       |      |
| 07854  | Valladolid - Esc. Oficial de Idiomas          | 471 2 3                                 |                                  | Parla       |      |
| 07792  | Río Guadiana - Río Ebro                       | 462 463 471                             | Parla                            | Parla       |      |
| 07800  | Leganés - Fuenlabrada                         | 462 463 471 2                           |                                  | Parla       |      |
| 13110  | Av. Lagunas - Fuenlabrada                     | 471                                     |                                  | Parla       |      |
| 13108  | Av. Lagunas - Laguna Park                     | 471                                     |                                  | Parla       |      |
| 07791  | Ctra. M408 - Pol. Ind. Buenavista             | 460 462 463 464 469 471                 |                                  | Parla       |      |
| 08081  | Ctra. A42 - Centro Difusión Medioambiental    | 462 469 471                             |                                  | Fuenlabrada |      |
| 08079  | Ctra. A42 - Los Claveles                      | 462 463 464 469 471                     |                                  | Fuenlabrada |      |
| 17998  | Ctra. A42 pK 15                               | 455 462 469                             |                                  | Getafe      |      |
| 07644  | Ctra. A42 - Fundición                         | 441                                     |                                  | Madrid      |      |
| 07640  | Ctra. A42 - Pol. Ind. Prado Overa             | 441 442 443 444 446 460 463 464 469 470 |                                  | Madrid      |      |
| 5687   | Avenida de los Poblados - Carretera Toledo    | 155 441 442 443 444 446 460 463 464 469 |                                  | Madrid      |      |
| 17042  | Intercambiador de Plaza Elíptica (dársena 12) |                                         | Plaza Elíptica                   | Madrid      |      |